# Добринка Табакова
Добринка Табакова е българска композиторка.

## Биография
Родена е през 1980 г. в Пловдив. Печели наградата „Жан-Фредерик Перену“ на 4-тия Международен конкурс по музика във Виена когато е само на 14 години. Завършва Кралската академия по музика в Лондон и Мзикално училище Гилдхол, където печели наградата „Витолд Лютославски“ (1999). Завършва докторантура по композиция в Кингс Колидж в Лондон, където печели наградата „Адам“ (2007).
Нейната „Възхвала“ е изпята в катедралата Сейнт Пол по случай Златния юбилей на кралица Елизабет II. През 2008 г. нейна творба (по текст на Блага Димитрова) е избрана за участие в световния хоров фестивал в Рига „Песни за Слънцето“. През 2010 г. нейни творби са включени в Моцартовите седмици в Залцбург и в Зимните концерти в Мюзикферайн, Виена. През 2011 г. печели наградата „Сорел“ за хорова музика в Ню Йорк. Нейни произведения са изпълнявани в България, Великобритания, Русия, Италия, Франция, Германия, Австрия, САЩ, Китай, Австралия и др. Творбите ѝ влизат в репертоара на изтъкнати изпълнители като Максим Рисанов, Джанин Янсен, Гидон Кремер, Кристине Блаумане, Натали Клайн, Милош Карадаглич, Иван Янъков и др. Получава множество престижни поръчки между които от Кралското филхармонично дружество за Музикалното биенале във Великобритания, 2014.
Звукозаписната компания ЕСМ издава през април 2013 г. първия авторски диск на Добринка Табакова „Струнни Пътеки“. Дискът печели множество отличия, между които от: BBC Music Magazine, Stereo Magazine, International Music Reviews и влиза в топ-3 на Британските класации за класическа музика. През декември 2013 г. авторският диск на Добринка Табакова „Струнни Пътеки“ („String Paths“) получава номинация за награда Грами за най-добър сборен албум с класическа музика.